# Histoire évolutive des mammifères

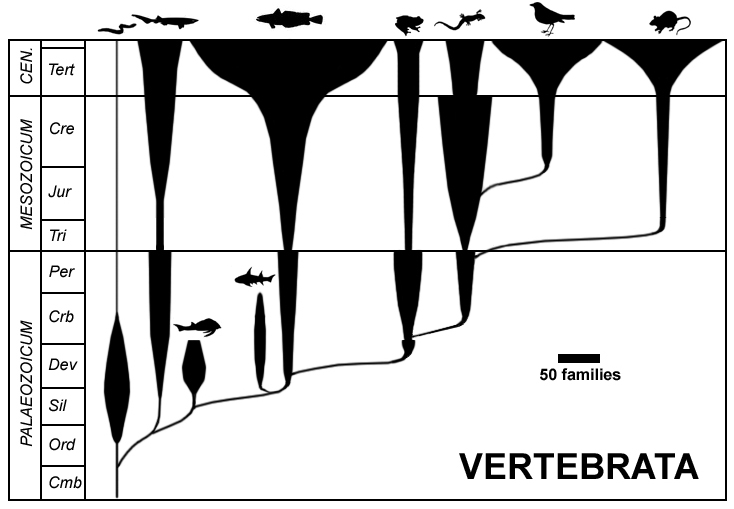
Évolution des vertébrés selon un diagramme axial représentant les cinq grandes classes (poissons, amphibiens, reptiles, oiseaux et mammifères). La largeur des axes indique le nombre de familles dans chaque classe (les téléostéens, poissons à squelette complètement osseux et à nageoires rayonnantes, représentent 99,8 % des espèces de poissons, et près de la moitié des espèces de vertébrés). En classification phylogénétique, seuls les oiseaux et les mammifères sont des groupes monophylétiques (les poissons, amphibiens et reptiles étant des groupes paraphylétiques).

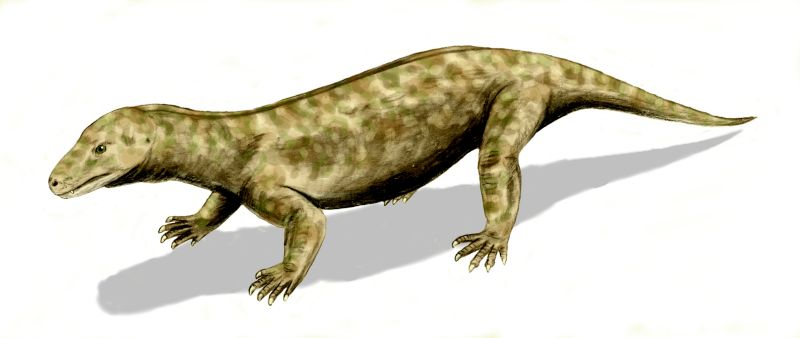
Restitution par le paléoartiste Nobu Tamura d'un Procynosuchus, un membre du groupe des cynodontes, qui comprend les ancêtres de mammifères.

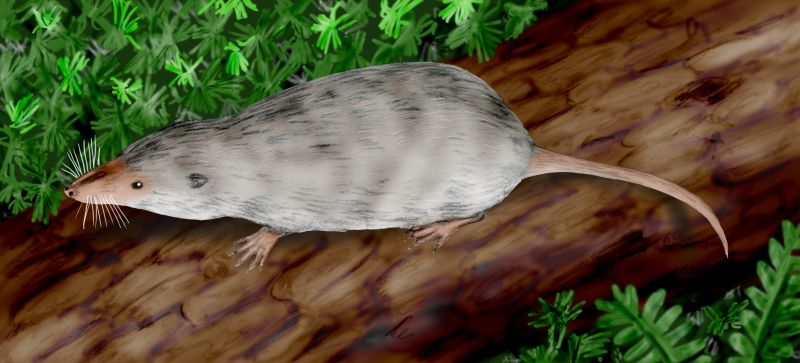
Restitution par le paléoartiste Nobu Tamura d'un Adelobasileus, genre de proto-mammifères ayant vécu au milieu du Trias supérieur.

Selon la théorie synthétique de l'évolution, l’histoire évolutive des mammifères est passée par plusieurs stades depuis leurs ancêtres dits « reptiles mammaliens », selon un processus graduel d’innovations anatomiques et physiologiques qui a duré approximativement 100 Ma, du milieu du Permien, puis au cours du Trias, et jusqu'au milieu du Jurassique.
D’un point de vue purement cladistique, les mammifères sont alors vus comme les survivants actuels du groupe des synapsides.
Au sein de la paléontologie des vertébrés, une branche particulière est la paléomammalogie : l'étude des mammifères et de leurs ancêtres.

## Les ancêtres des mammifères
Voici ci-dessous l’arbre phylogénétique très simplifié des mammifères. Nous en verrons ensuite les détails et les incertitudes qui font encore débat.
- Tétrapodes
  - Amphibiens
  - Amniotes
    - Sauropsides (Oiseaux, Crocodiliens…)
    - Synapsides
      - Thérapsides
        - Cynodontes
          - Mammaliaformes
            - Mammifères

### Les amniotes
Contrairement à la plupart des amphibiens, les amniotes ont pu s'affranchir de pondre dans l'eau grâce à l'amnios, un sac qui protège l'embryon de la déshydratation. Les premiers amniotes sont connus dès -312 Ma, c'est-à-dire au milieu du Carbonifère.
En quelques millions d'années, trois branches se sont séparées :
- les anapsides représentés aujourd'hui par les tortues[5] ;
- les synapsides, qui incluent actuellement les mammifères ;
- les sauropsides représentés aujourd'hui par les lézards, les serpents, les crocodiles et les oiseaux (les seuls survivants des dinosaures).

### Les synapsides

Le crâne d’un synapside a une fosse temporale en position inférieure (en bas à droite sur cette image).

La présence de fosses temporales est avantageuse car elle permet :
- d’avoir un crâne plus léger et résistant ;
- de probablement améliorer l’insertion des muscles de la mâchoire. Étant plus loin de la mâchoire, les muscles peuvent être plus longs et donc exercer une plus grande traction avec une plus grande amplitude de mouvement.

Les fossiles terrestres du début du Permien indiquent que les premiers synapsides, les pélycosaures, étaient les vertébrés terrestres les plus communs et les plus répandus en leur temps.

### Les thérapsides
Le groupe des thérapsides s'est différencié de celui des pélycosaures au milieu du Permien et constituèrent la grande majorité des tétrapodes jusqu'à la fin de cette période. Ils diffèrent des pélycosaures par leur crâne et leur mâchoire : la fosse temporale possède une taille plus importante ; les incisives sont de même taille.
Les thérapsides évoluèrent en plusieurs étapes, commençant par des animaux ressemblant à leurs lointains parents pélycosaures et aboutissant à des animaux ressemblant beaucoup aux mammifères :
- Développement progressif de l’os secondaire du palais osseux[8] qui permettrait une mastication plus efficace.
La plupart des ouvrages et articles de référence interprètent cette évolution comme un prérequis vers le métabolisme élevé des mammifères, parce qu’il est ainsi possible pour ces animaux de manger et de respirer en même temps. Mais quelques scientifiques argumentent que certains ectothermes utilisent un palais secondaire charnu pour séparer la bouche des voies aériennes et que l'avantage d'un palais « osseux » est qu'il fournit une surface dure sur laquelle la langue peut manipuler les aliments, facilitant plutôt la mastication que la respiration[9].

Chez les mammifères, le palais est formé par deux os spécifiques, mais plusieurs thérapsides du Permien ont d’autres combinaisons d’os qui font office de palais. Au Permo-Trias, les thérapsides présentent les évolutions suivantes :
- le dentaire (anciennement « os maxillaire inférieur ») devient progressivement l’os principal de la mâchoire inférieure ;
- une tendance vers des membres para-sagittaux (en dessous du corps) qui augmentent l’endurance des animaux en limitant les contraintes mécaniques. Mais cette évolution est irrégulière, par exemple : tous les thérapsides herbivores conservent des membres latéraux (certaines formes tardives pourraient avoir des membres arrière semi-droits) ; les thérapsides carnivores du Permien ont des membres antérieurs latéraux, alors que certains de la fin du Permien ont des membres antérieurs semi-érigés. En fait, les monotrèmes modernes (ornithorynque par exemple) ont toujours des membres semi-érigés.

On note aussi :
- au Trias, des progrès vers la mâchoire et l’oreille interne de type « mammifère » ;
- des éléments plausibles d’existence de poils pour les thérapsides du Trias mais pas pour ceux du Permien[10] ;
- des données phylogénétiques confirment des signes de lactation chez les thérapsides il y a au moins -200 Ma d'après l'horloge moléculaire[11].

#### Arbre d'évolution des thérapsides
On ne donne ici qu'un arbre simplifié : seuls les thérapsides les plus importants dans l’évolution vers les mammifères sont décrits ci-dessous.
```
─o 
Thérapsides

 ├─o 
Biarmosuchia

 └─o 
   ├─o 
Dinocephalia

   └─o 
Neotherapsida

     ├─o 
Anomodontia

     │ └─o 
Dicynodontes

     └─o 
Theriodontia

       ├─o 
Gorgonopsia

       └─o 
Eutheriodontia

         └─o 
Cynodontes

:
           └─o 
Mammifères
```

Seuls les dicynodontes, thérocéphales et les cynodontes survivront jusqu’à la fin du Trias où ils disparaissent durant la période d'extinction massive du Trias-Jurassique, hormis les quelques Cynodontes qui donneront naissance aux Mammifères.
Les thériodontes (Theriodontia) disposent d'articulations de mâchoire où l’articulaire est solidement attaché à l’os carré du crâne. La réduction de taille de l’os carré est une étape importante vers le développement de la mâchoire qui permet une plus grande ouverture et de la formation de l'oreille interne vers le type partagé par tous les mammifères. Un taxon de carnivores, les gorgonopsiens, taxon frère des Eutheriodontia dont sont issus les mammifères, ont pu développer des « dents de sabre ».
Le groupe des cynodontes issu des Eutheriodontia est apparu à la fin du Permien. L’ancêtre de tous les mammifères appartient à ce groupe. Le sous-groupe le plus souvent considéré est celui des trithélodontes.
Les caractéristiques qui rapprochent les cynodontes des mammifères sont la réduction du nombre d’os de la mâchoire inférieure, la présence d'un palais secondaire osseux, des dents jugales avec un modèle complexe en couronnes et une grande cavité endocrânienne.

## Le tournant du Trias
Environ 95 % de la vie dans les océans, 70 % des espèces de vertébrés terrestres et la majorité des plantes de surface sont  éliminées durant la période d'extinction massive du Permien-Trias, avec comme conséquences:
- l’effondrement de l’écosystème et de la chaîne alimentaire dont le rétablissement se fit en 6 millions d’années environ ;
- les espèces dominantes furent contestées dans leur niche écologique, y compris les cynodontes qui semblaient être en position de force à la fin du Permien.

Mais les cynodontes furent éclipsés par un groupe issu des sauropsidiens, les archosauriens dont sont membres les crocodiles, les ptérosaures et les dinosaures - par conséquent les oiseaux.
Plusieurs explications sont avancées pour cette extinction massive, mais la plus populaire est que le début du Trias était plutôt aride et que les archosauriens avaient une supériorité dans la gestion de leur eau. En effet, tous les sauropsides connus ont une peau avec moins de glandes et excrètent de l’acide urique au lieu de l'urée (comme les mammifères et donc par déduction les thérapsides) qui nécessite moins d’eau pour rester suffisamment liquide.
Le tournant du Trias a été progressif. Dans les premiers temps du Trias, les cynodontes étaient les principaux prédateurs et les Lystrosaurus les principaux herbivores, mais à la mi-Trias, les archosauriens dominent toutes les grandes niches écologiques aussi bien herbivores que carnassiers.
Mais le tournant du Trias a été un élément moteur de l’évolution des cynodontes en mammifères. Les seuls descendants des cynodontes ayant réussi à survivre furent des petits, principalement nocturnes, insectivores.
Le fait d’être des chasseurs nocturnes insectivores a eu comme conséquences :
- l’accélération de la tendance des thérapsides vers des dents différenciées spécialisées et précisément localisées, à cause de la nécessité de capturer des arthropodes et d’écraser leur carapace (exosquelette) ;
- la vie nocturne nécessite des avancées en termes d’isolation et régulation thermique pour pouvoir être actif dans la fraicheur de la nuit ;
- l’acuité des sens devient vitale, notamment ceux de l’ouïe et de l’odorat :
  - l’évolution vers l’oreille interne de mammifère a été accélérée, et simultanément celle de la mâchoire, puisque des os de la mâchoire sont devenus des os de l’oreille interne ;
  - l’augmentation de la taille des lobes cérébraux spécialisés dans le développement des sens et l'analyse des informations. Les fonctions cérébrales nécessitant un apport important d’énergie[18],[19], l’augmentation de la contrainte alimentaire favorisa les évolutions sur l’isolation (poils), sur la régulation thermique et sur la nutrition.
  - la vision moins importante voit la perte de deux pigments rétiniens (phénomène de dichromatisme : il ne leur reste que ceux sensibles aux longueurs d'onde rouge et bleue) alors que leurs ancêtres tétrachromates en avaient quatre (rouge, vert, bleu et ultraviolet)[20].
- comme effet négatif, la vue devient moins importante (puisque vivant la nuit) et ceci se retrouve dans le fait que la plupart des mammifères ont une vision des couleurs médiocre, y compris les petits primates comme les lémuriens[21].

## Des cynodontes aux vrais mammifères
Pour parler avec certitude de « vrai mammifère » il faut prouver non seulement l'existence d'une dentition de lait, mais aussi qu'elle n'est pas une exaptation et qu'elle est bien liée à la lactation, seul critère commun à tous les mammifères en dépit de leur nom ; le reste est conjecturel.

### Des incertitudes
Bien que le « tournant du Jurassique » ait probablement accéléré l’évolution des mammifères, il est difficile pour les paléontologues de le constater car les bons fossiles de quasi-mammifères sont extrêmement rares, principalement à cause de leur très petite taille (plus petits qu’un rat actuel en majorité) et de leurs niches écologiques de prédilection :
- Les mammifères ont été largement limités aux zones environnementales qui sont peu propices aux bons fossiles. Les meilleures conditions de fossilisations sur la terre sèche sont les plaines régulièrement inondées. Les inondations saisonnières recouvrent rapidement les cadavres d’une couche de boue protectrice qui est plus tard compressée en roche sédimentaire. Mais ces plaines humides sont dominées par des animaux de taille moyenne à grande, et au Trias les derniers thérapsides et les quasi-mammifères ne pouvaient pas rivaliser avec les archosauriens dans cette catégorie de taille ;
- Les os des petits animaux sont plus fragiles et sont souvent détruits par les charognards (y compris bactéries et moisissures) ou par écrasement et dispersion avant qu'ils soient fossilisés ;
- Les petits fossiles sont plus difficiles à découvrir et plus vulnérables aux agressions de la nature avant qu’on les découvre. 
 En fait, on dit qu’il n’y a pas si longtemps, dans les années 1980, la totalité des fossiles de quasi-mammifères pouvait tenir dans une boîte à chaussures et que la plupart de ces fossiles étaient des dents, qui sont plus résistantes que les os[23].

En conséquence :
- Dans de nombreux cas, il est difficile d’assigner un mammifère du Mésozoïque ou un fossile de presque mammifère à un genre ;
- Tous les fossiles disponibles d'un genre font rarement un squelette complet et il est donc difficile de décider quels sont les genres se ressemblant l'un l'autre et donc de là, très probablement proches parents. Autrement dit, il devient très difficile de les classifier au moyen de la cladistique, qui est la méthode, actuellement disponible, la moins subjective et la plus fiable.

Donc l'évolution de mammifères dans le Mésozoïque est pleine d'incertitudes, bien qu'il soit certain que les vrais mammifères (de type actuel) soient apparus au Mésozoïque.

### Mammifères ou «mammaliaformes»?

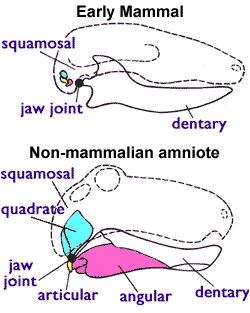
Selon Stephen Brusatte, les mammifères, par convention, présentent une liaison entre l'os dentaire et le squamosal.

Une conséquence de ces incertitudes a été la modification des critères de définition d’un « mammifère » par les paléontologues. Pendant longtemps, un fossile était considéré comme mammifère s’il possédait le critère de mâchoire et d’oreille interne vu précédemment (l’articulation de la mâchoire des mammifères avec le crâne est seulement composée de l'os temporal et de l’os mandibule, alors que l’os articulaire et l’os carré sont devenus l'enclume et le marteau de l’oreille interne moyenne).
Mais plus récemment, les paléontologues ont défini les mammifères comme les plus récents ancêtres communs aux monotrèmes, marsupiaux et placentaires, ainsi que tous leurs descendants. Les paléontologues ont dû définir un autre clade : celui des « mammaliaformes » pour classifier tous les animaux qui sont plus ressemblants aux mammifères que les cynodontes mais plus éloignés que les monotrèmes, marsupiaux ou placentaires.
Toutefois cette approche n’est pas unanimement admise, parce qu’elle ne fait que déplacer la plupart des problèmes dans ce nouveau clade, sans les résoudre. Ainsi le clade « mammaliaforme » inclut quelques animaux avec des joints de mâchoire « mammifères » et d’autres avec des joints de mâchoire (os articulaire-os carré) « reptiliens », et la nouvelle définition de « mammifère » et « mammaliaformes » dépend des derniers ancêtres communs des deux groupes… qui n’ont pas encore été trouvés.
Malgré ces réserves, on adoptera ici l’approche majoritaire et on appellera « mammaliaformes » la plupart des descendants des cynodontes du Mésozoïque. Ils sont notamment caractérisés par le développement et l'allongement de l'os dentaire de la mâchoire inférieure, ce qui repousse les autres os de la mandibule vers l'arrière. Dans l’évolution des mammifères, seul le dentaire ne migre pas dans le crâne. Il forme ainsi l'entièreté de la mandibule si bien qu'il est parfois appelé os mandibule. Contrairement aux autres vertébrés, cet os s'articule avec le crâne au niveau de l'os squamosal. On parle ainsi d'articulation dentaire-squamosal qui devient fonctionnelle chez les « mammaliaformes ». Cette transformation s'accompagne d'une diminution du nombre de dents et du nombre de générations dentaires (diphyodontie) qui est en étroite corrélation, selon le paléontologue James Hopson, avec une mastication plus complexe et l'allaitement (le nouveau-né n'ayant pas de dents pour pouvoir téter sa mère sans risque.

### Arbre phylogénétique des cynodontes vers les mammifères[PlS 1]
|         | †Docodonta (Castorocauda)                                 |
|         |                                                           |
| unnamed | \| \| †Hadrocodium \| \| \| \| \| \| Mammalia \| \| \| \| |
|         | \| \| †Hadrocodium \| \| \| \| \| \| Mammalia \| \| \| \| |
|         | †Hadrocodium                                              |
|         |                                                           |
|         | Mammalia                                                  |
|         |                                                           |

|  | †Hadrocodium |
|  |              |
|  | Mammalia     |
|  |              |

|         | †Docodonta (Castorocauda)                                 |
|         |                                                           |
| unnamed | \| \| †Hadrocodium \| \| \| \| \| \| Mammalia \| \| \| \| |
|         | \| \| †Hadrocodium \| \| \| \| \| \| Mammalia \| \| \| \| |
|         | †Hadrocodium                                              |
|         |                                                           |
|         | Mammalia                                                  |
|         |                                                           |

|  | †Hadrocodium |
|  |              |
|  | Mammalia     |
|  |              |

|         | †Docodonta (Castorocauda)                                 |
|         |                                                           |
| unnamed | \| \| †Hadrocodium \| \| \| \| \| \| Mammalia \| \| \| \| |
|         | \| \| †Hadrocodium \| \| \| \| \| \| Mammalia \| \| \| \| |
|         | †Hadrocodium                                              |
|         |                                                           |
|         | Mammalia                                                  |
|         |                                                           |

|  | †Hadrocodium |
|  |              |
|  | Mammalia     |
|  |              |

|         | †Docodonta (Castorocauda)                                 |
|         |                                                           |
| unnamed | \| \| †Hadrocodium \| \| \| \| \| \| Mammalia \| \| \| \| |
|         | \| \| †Hadrocodium \| \| \| \| \| \| Mammalia \| \| \| \| |
|         | †Hadrocodium                                              |
|         |                                                           |
|         | Mammalia                                                  |
|         |                                                           |

|  | †Hadrocodium |
|  |              |
|  | Mammalia     |
|  |              |

|         | †Docodonta (Castorocauda)                                 |
|         |                                                           |
| unnamed | \| \| †Hadrocodium \| \| \| \| \| \| Mammalia \| \| \| \| |
|         | \| \| †Hadrocodium \| \| \| \| \| \| Mammalia \| \| \| \| |
|         | †Hadrocodium                                              |
|         |                                                           |
|         | Mammalia                                                  |
|         |                                                           |

|  | †Hadrocodium |
|  |              |
|  | Mammalia     |
|  |              |

|         | †Docodonta (Castorocauda)                                 |
|         |                                                           |
| unnamed | \| \| †Hadrocodium \| \| \| \| \| \| Mammalia \| \| \| \| |
|         | \| \| †Hadrocodium \| \| \| \| \| \| Mammalia \| \| \| \| |
|         | †Hadrocodium                                              |
|         |                                                           |
|         | Mammalia                                                  |
|         |                                                           |

|  | †Hadrocodium |
|  |              |
|  | Mammalia     |
|  |              |

|         | †Docodonta (Castorocauda)                                 |
|         |                                                           |
| unnamed | \| \| †Hadrocodium \| \| \| \| \| \| Mammalia \| \| \| \| |
|         | \| \| †Hadrocodium \| \| \| \| \| \| Mammalia \| \| \| \| |
|         | †Hadrocodium                                              |
|         |                                                           |
|         | Mammalia                                                  |
|         |                                                           |

|  | †Hadrocodium |
|  |              |
|  | Mammalia     |
|  |              |

|         | †Docodonta (Castorocauda)                                 |
|         |                                                           |
| unnamed | \| \| †Hadrocodium \| \| \| \| \| \| Mammalia \| \| \| \| |
|         | \| \| †Hadrocodium \| \| \| \| \| \| Mammalia \| \| \| \| |
|         | †Hadrocodium                                              |
|         |                                                           |
|         | Mammalia                                                  |
|         |                                                           |

|  | †Hadrocodium |
|  |              |
|  | Mammalia     |
|  |              |

|         | †Docodonta (Castorocauda)                                 |
|         |                                                           |
| unnamed | \| \| †Hadrocodium \| \| \| \| \| \| Mammalia \| \| \| \| |
|         | \| \| †Hadrocodium \| \| \| \| \| \| Mammalia \| \| \| \| |
|         | †Hadrocodium                                              |
|         |                                                           |
|         | Mammalia                                                  |
|         |                                                           |

|  | †Hadrocodium |
|  |              |
|  | Mammalia     |
|  |              |

|         | †Docodonta (Castorocauda)                                 |
|         |                                                           |
| unnamed | \| \| †Hadrocodium \| \| \| \| \| \| Mammalia \| \| \| \| |
|         | \| \| †Hadrocodium \| \| \| \| \| \| Mammalia \| \| \| \| |
|         | †Hadrocodium                                              |
|         |                                                           |
|         | Mammalia                                                  |
|         |                                                           |

|  | †Hadrocodium |
|  |              |
|  | Mammalia     |
|  |              |

|         | †Docodonta (Castorocauda)                                 |
|         |                                                           |
| unnamed | \| \| †Hadrocodium \| \| \| \| \| \| Mammalia \| \| \| \| |
|         | \| \| †Hadrocodium \| \| \| \| \| \| Mammalia \| \| \| \| |
|         | †Hadrocodium                                              |
|         |                                                           |
|         | Mammalia                                                  |
|         |                                                           |

|  | †Hadrocodium |
|  |              |
|  | Mammalia     |
|  |              |

|         | †Docodonta (Castorocauda)                                 |
|         |                                                           |
| unnamed | \| \| †Hadrocodium \| \| \| \| \| \| Mammalia \| \| \| \| |
|         | \| \| †Hadrocodium \| \| \| \| \| \| Mammalia \| \| \| \| |
|         | †Hadrocodium                                              |
|         |                                                           |
|         | Mammalia                                                  |
|         |                                                           |

|  | †Hadrocodium |
|  |              |
|  | Mammalia     |
|  |              |

|         | †Docodonta (Castorocauda)                                 |
|         |                                                           |
| unnamed | \| \| †Hadrocodium \| \| \| \| \| \| Mammalia \| \| \| \| |
|         | \| \| †Hadrocodium \| \| \| \| \| \| Mammalia \| \| \| \| |
|         | †Hadrocodium                                              |
|         |                                                           |
|         | Mammalia                                                  |
|         |                                                           |

|  | †Hadrocodium |
|  |              |
|  | Mammalia     |
|  |              |

|         | †Docodonta (Castorocauda)                                 |
|         |                                                           |
| unnamed | \| \| †Hadrocodium \| \| \| \| \| \| Mammalia \| \| \| \| |
|         | \| \| †Hadrocodium \| \| \| \| \| \| Mammalia \| \| \| \| |
|         | †Hadrocodium                                              |
|         |                                                           |
|         | Mammalia                                                  |
|         |                                                           |

|  | †Hadrocodium |
|  |              |
|  | Mammalia     |
|  |              |

|         | †Docodonta (Castorocauda)                                 |
|         |                                                           |
| unnamed | \| \| †Hadrocodium \| \| \| \| \| \| Mammalia \| \| \| \| |
|         | \| \| †Hadrocodium \| \| \| \| \| \| Mammalia \| \| \| \| |
|         | †Hadrocodium                                              |
|         |                                                           |
|         | Mammalia                                                  |
|         |                                                           |

|  | †Hadrocodium |
|  |              |
|  | Mammalia     |
|  |              |

|         | †Docodonta (Castorocauda)                                 |
|         |                                                           |
| unnamed | \| \| †Hadrocodium \| \| \| \| \| \| Mammalia \| \| \| \| |
|         | \| \| †Hadrocodium \| \| \| \| \| \| Mammalia \| \| \| \| |
|         | †Hadrocodium                                              |
|         |                                                           |
|         | Mammalia                                                  |
|         |                                                           |

|  | †Hadrocodium |
|  |              |
|  | Mammalia     |
|  |              |

#### Les Morganucodontes

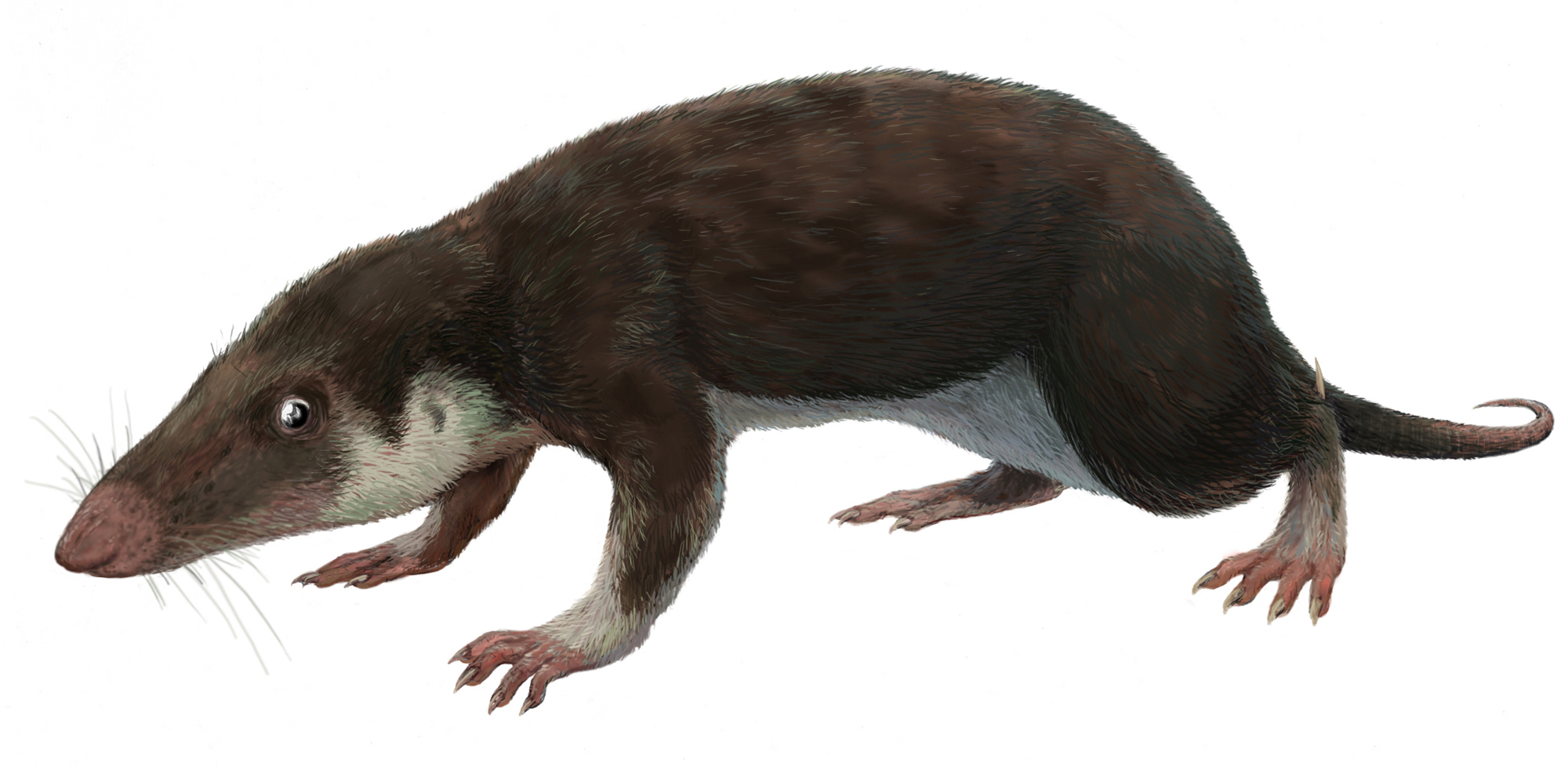
Restitution d'un Morganucodon par le paléoartiste Michael B.H.

Les premiers Morganucodontes (dont le représentant est le Morganucodon) apparaissent à la fin du Trias, il y a environ 205 millions d’années. Ils sont un excellent exemple de forme transitionnelle puisqu’ils ont aussi bien la jonction de mâchoire os mandibule-os temporal que os articulaire-os carré. Ils pondent des œufs à l'image des monotrèmes et sont aussi l’un des premiers mammaliaformes trouvés et aussi l’un des plus étudiés depuis qu’un nombre inhabituel de fossiles ont été découverts.

#### Les Docodontes

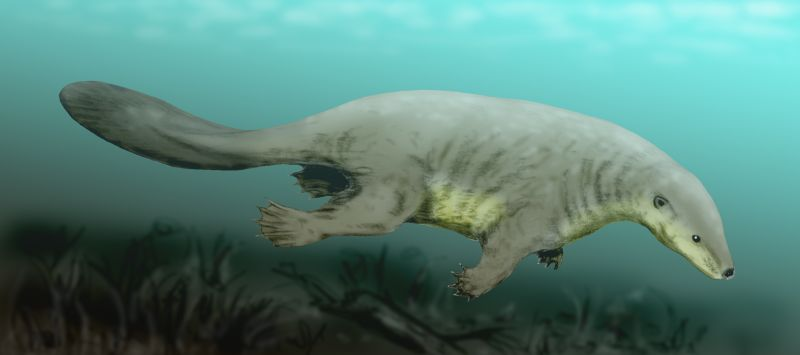
Restitution d'un Castorocauda par le paléoartiste Nobu Tamura. Notez la fourrure et les adaptations pour la nage (large queue plate, pieds palmés).

Le membre le plus caractéristique des docodontes est le Castorocauda (« queue de castor »). Ces animaux ont vécu au milieu du Jurassique il y a 164 millions d’années. Ils ont été découverts en 2004 et décrits en 2006.
Le Castorocauda n’était pas un docodonte typique (la plupart étaient omnivores) et pas non plus un vrai mammifère, mais il est extrêmement important dans l’étude de l’évolution des mammifères parce que le premier fossile trouvé était presque complet (un vrai luxe en paléontologie) et cela a remis en cause le stéréotype « petit insectivore nocturne » du mammifère :
- il est visiblement plus grand que la plupart des fossiles mammaliaformes du Mésozoïque : environ 43 cm du nez à la pointe de la queue (queue de 13 cm), et aurait pesé plus de 800 grammes ;
- il donne la preuve irréfutable de la plus ancienne présence de poils actuellement connue. Auparavant, le fossile « à poils » le plus ancien était le Eomaia, un vrai mammifère d’il y a 125 millions d’années ;
- il a des caractéristiques d’adaptation aquatique comme les os de la queue plats, et des tissus mous entre les orteils suggérant qu’ils étaient palmés. Avant sa découverte, le plus ancien mammiforme semi-aquatique connu datait du miocène, 110 millions d’années plus tard ;
- les puissantes pattes avant du Castorocauda semblent faites pour creuser. Cette caractéristique ainsi que les éperons sur ses chevilles le font ressembler à l'ornithorynque, qui lui aussi nage et creuse ;
- ses dents semblent adaptées pour manger du poisson : les 2 premières molaires sont cuspides (bosselées) et rangées en ligne droite. Elles semblent plus appropriées pour saisir et couper que pour broyer. Ces molaires sont orientées vers l’arrière pour aider dans la prise d’une proie glissante.

#### Hadrocodium
L’arbre phylogénétique  de consensus de la famille vu au début de chapitre, montre Hadrocodium comme un « oncle » de vrais mammifères, tandis que les symmetrodontes et kuehneotheriides sont liés plus directement aux vrais mammifères.
Mais les fossiles de Symmetrodontes et de Kuehneothériens sont si peu nombreux et fragmentaires que ces animaux sont mal compris et pourraient être paraphylétiques. Alors qu’il y a les bons fossiles d’Hadrocodium qui montrent quelques importantes caractéristiques :
- la jonction de la mâchoire est seulement composée de l'os temporal et l’os mandibule (anciennement maxillaire inférieur), et, à l’opposé de la structure thérapside, la mâchoire ne contient plus de petits os à l’arrière de l’os mandibule ;
- chez les Thérapsides et la plupart des Mammaliaformes, le tympan est tendu sur une cuvette à l'arrière de la mâchoire inférieure. Mais Hadrocodium n'avait pas une telle cuvette, ce qui suggère que son oreille fait partie du crâne, comme chez les mammifères - et de là que les anciens os articulaire et carré ont migré dans l’oreille interne moyenne et sont devenus le marteau et l’enclume. D'autre part, la mâchoire inférieure a une « baie » à l'arrière absente chez les mammifères. Cela suggère que l'os mandibule de l'Hadrocodium ait conservé la même forme qu'il aurait eue si l'os articulaire et l’os carré étaient restés dans la partie du joint de mâchoire et donc que Hadroconium ou un ancêtre très proche aurait été le premier à avoir une oreille interne moyenne entièrement mammifère.
- les Thérapsides et premiers mammaliens avaient leur articulation de mâchoire très en arrière dans le crâne, en partie parce que l'oreille était derrière la  mâchoire, mais devait aussi être proche du cerveau. Cette organisation limitait la taille du crâne, parce qu'il obligeait les muscles de mâchoire d'être  autour et au-dessus. Du fait de l’évolution de l’oreille, le crâne de l’Hadrocodium et ses mâchoires n’avaient plus cette contrainte et l’articulation de la mâchoire put être plus sur le devant. Chez ses descendants ou ceux d'animaux ayant une organisation semblable, la boite crânienne était libre de s'étendre sans être gênée par la mâchoire, et réciproquement la mâchoire était libre de changer sans être contrainte par le besoin de garder l'oreille près du cerveau.

Autrement dit, il était maintenant possible pour les animaux mammaliens de développer une plus grande intelligence, d’adapter leurs mâchoires et de spécialiser leurs dents à leur nourriture.

## Les premiers vrais mammifères
Cette partie de l’histoire apporte de nouvelles complications, car les vrais mammifères sont le seul groupe qui a encore des représentants vivants :
- on doit distinguer les groupes éteints et ceux qui ont des représentants vivants ;
- on se sent souvent contraint d’essayer d’expliquer l'évolution des caractéristiques qui n'apparaissent pas dans des fossiles. Cet effort implique souvent la phylogénétique moléculaire, une technique qui est devenue populaire depuis le milieu des années 1980, mais qui est souvent controversée à cause de ses hypothèses de départ, et particulièrement celle de  l’horloge moléculaire.

### Arbre d’évolution des premiers vrais mammifères
Cet arbre est issu du site Palaeos (en).
```
─o 
Mammifères

 ├─o 
Australosphenida

 | └─o 
Ausktribosphenidae
 (éteint)
 | └─o 
Monotrèmes

 └─o 
Triconodonta
 (éteint)
   └─o 
Spalacotheroidea
 (éteint)
     └─o 
Cladotheria

       └─o 
Dryolestoidea
 (éteint)
       └─o 
Thériens

         └─o 
Métathériens

         └─o 
Euthériens
```

### Multituberculés

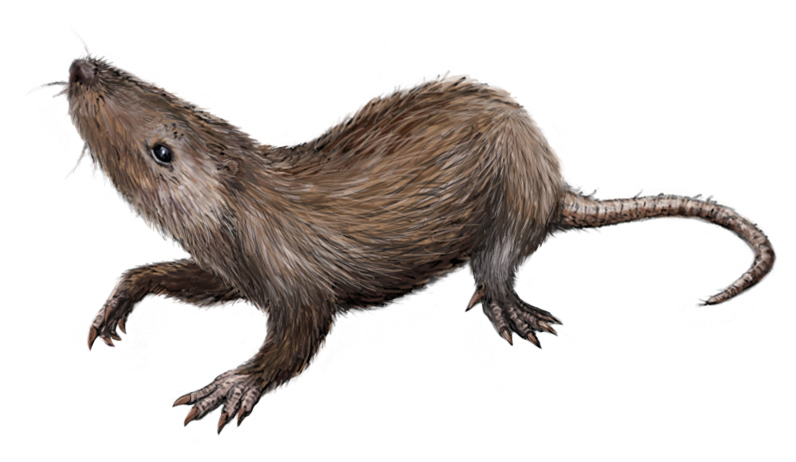
Restitution d'un Multituberculé (Sunnyodonte) par la paléoartiste Michael B.H.

Les Multituberculés, appelés ainsi pour les nombreuses bosses sur leurs molaires, sont aussi nommés « les rongeurs du Mésozoïque ». C'est un excellent exemple de l’« expérimentation » de l’évolution pendant cette ère.
À première vue, ils ressemblent aux mammifères modernes : leurs joints de mâchoire consistent en seulement l'os mandibule et l'os squamosal, et les os carré et articulaires font partie de l’oreille interne moyenne ; leurs dents sont différenciées. Ils ont des os zygomatique (les pommettes) ; la structure de leur bassin osseux suggère qu’ils donnaient naissance à des petits minuscules et vulnérables, comme les marsupiaux modernes. Ils ont vécu pendant un temps très long, plus de 120 millions d'années (du milieu du Jurassique, il y a 160 millions d’années, au début de l’Oligocène, il y a 35 millions d’années), ce qui en aurait fait les mammifères les plus « réussis » jusqu'alors.
Mais une étude plus approfondie montre qu'ils diffèrent beaucoup des mammifères modernes :
- leurs molaires ont deux rangées parallèles de bosses, à la différence des molaires tribosphéniques (à trois pointes) des premiers mammifères ;
- la mastication est complètement différente. Les mammifères mâchent avec un mouvement latéral qui fait que d'habitude les molaires s’emboîtent sur seulement un côté à la fois.
  - Les mâchoires des Multituberculés étaient incapables de ce mouvement latéral. Ils mâchaient en frottant leurs dents inférieures d’avant en arrière contre les supérieures comme si la mâchoire était fermée.
- la partie antérieure (devant) de l'arc zygomatique est formé essentiellement de l'os maxillaire (anciennement os maxillaire supérieur) plutôt que l'os jugal et le jugal est un petit os dans un petit créneau dans le processus maxillaire (l'extension) ;
- l’os temporal ne fait pas partie du crâne ;
- le rostre (le museau) est différent de celui de mammifères, en fait il ressemble plutôt à celui d’un pélycosaurien comme le Dimétrodon. Le museau des Multituberculés est semblable à une boite, avec les grands maxillaires plats formant les côtés, l’os nasal le sommet et l'os prémaxillaire formant le devant.

### Australosphenida et Ausktribosphenidae
Ausktribosphenidae est le nom d’un groupe problématique dans la vision actuelle de l’évolution :
- ils ont apparemment des molaires tribosphéniques (3 pointes), un type de dent seulement connu chez les placentaires ;
- on les a trouvés dans les couches du milieu du Crétacé en Australie. Mais l’Australie n’a été en contact qu’avec l’Antarctique, alors que les placentaires sont originaires de l’hémisphère nord où ils furent confinés jusqu’à ce que la dérive des continents crée des ponts entre l’Amérique du Nord et l’Amérique du Sud, entre l’Asie et l’Afrique et entre l’Asie et l’Inde. 
 La carte du monde au Crétacé tardif [34] montre que les continents du sud sont isolés ;
- les seuls fossiles disponibles sont des fragments de mâchoire et de crâne, ce qui n’est pas très significatif.

Autrement dit, la distinction entre les groupes Ausktribosphenidae et monotrèmes pourrait être juste une fiction, à moins que quelqu’un trouve un fossile qui pourrait être décrit précisément comme un « australosphénide basique », c'est-à-dire qu’il aurait des caractéristiques communes aux Ausktribosphenidae et aux monotrèmes, ainsi que des manques par rapport aux caractéristiques communes de ces descendants Ausktribosphenidae et monotrèmes, et pour finir des manques par rapport aux caractéristiques spécifiques de ces derniers.

### Les Monotrèmes
Le plus ancien monotrème connu est le Teinolophos, qui vivait il y a environ 123 millions d’années en Australie. Les monotrèmes ont des caractéristiques directement héritées de leurs ancêtres amniotes :
- ils ont un cloaque, c’est-à-dire un unique orifice pour uriner, déféquer et se reproduire (monotrème signifie un seul orifice) comme les lézards et les oiseaux ;
- ils déposent des œufs mous non calcifiés qui sont comme du cuir, toujours comme les lézards, tortues ou crocodiles.
- à la différence des autres mammifères, les monotrèmes femelles n'ont pas de mamelon et alimentent leurs petits en « suant » le lait sur des « champs mammaires » localisés sur leurs ventres.

Bien sûr, ces caractéristiques ne sont pas visibles à partir de fossiles, et les principaux critères retenus par les paléontologues sont :
- un os mandibule fin dans lequel le processus coronoïde de la mandibule est petit ou inexistant ;
- l’ouverture externe des oreilles se trouve sur la partie postérieure de la mâchoire ;
- l'os jugal est petit ou inexistant ;
- une ceinture scapulaire primitive avec de puissants éléments de respiration ventraux : coracoïdes, clavicules et interclavicules. 
À noter que les mammifères de type thérien n’ont pas d’interclavicules[36].
- des membres antérieurs (avant) latéraux ou semi-latéraux.

### Les Thériens
Les Thériens (du grec ancien θηρίον / thêrion, animal sauvage) forment le clade réunissant les métathériens (lesquels comprennent la cohorte des marsupiaux) et les euthériens (lesquels comprennent la cohorte des placentaires). Bien qu’il y ait peu de fossiles de thérien basal (juste quelques dents et fragments de mâchoires), métathériens et euthériens partagent des caractéristiques communes :
- pas d’interclavicules[38];
- des os coracoïdes inexistants ou fusionnés avec les omoplates pour former le processus coracoïde ;
- molaires tribosphéniques ;
- un type de cheville crurotarsale : l’articulation  principale est entre le tibia et l’astragale ; le calcanéum n'a aucun contact avec le tibia, mais forme un talon auquel les muscles peuvent s’attacher. 
 L'autre type bien connu de cheville crurotarsale se trouve chez les crocodiliens et qui fonctionne différemment ; la plupart de la courbure de la cheville se situe entre le calcanéum et l'astragale.

Les études génétiques tendent à mettre en lumière la parenté entre euthétiens et métathérien,. Par exemple le fait que les pavillons auriculaires sont un trait synapomorphe exclusif aux thériens. De même la gestation dériverait d'une endogénisation virale, en particulier l'apparition des syncytines sans lesquelles l'adhésion de l'embryon à la paroi utérine et la placentation ne peuvent s'effectuer normalement.

#### Les Métathériens
Les métathériens encore vivants de nos jours, sont tous des marsupiaux (du grec marsipos « sac »). Quelques fossiles du genre comme le mongol Asiatherium de la fin du Crétacé pourraient être des marsupiaux ou membres d’un autre groupe métathérien,.
Le plus ancien métathérien connu est le Sinodelphys, trouvé dans du schiste argileux du début du Crétacé (daté de 125 Ma) de la province Liaoning au nord-est de la Chine. Le fossile est presque complet et inclut les touffes de fourrure et les empreintes de tissus mous.
Didelphimorphia (les opossums communs de l'hémisphère sud et de l’Amérique du Nord) est d'abord apparu à la fin du Crétacé et a toujours des représentants vivants, probablement parce qu'ils sont surtout semi-arboricoles, plantigrades et omnivores non spécialisés.
La caractéristique la mieux connue des marsupiaux est leur méthode de reproduction :
- Les embryons peramélidés bénéficient d'un placenta chorioalantoïque et les autres marsupiaux ont un placenta choriovitellin[47] ; ce qui permet des échanges nutritifs limités entre la mère et sa progéniture.
- La gestation dure 8 à 42 jours[48], typiquement 12 % du temps de développement (c'est-à-dire de la conception au sevrage), à comparer avec les euthériens chez lesquels la gestation compte pour 56 % du temps de développement[49]. La progéniture nait au stade larvaire et poursuit son développement en complète dépendance de la mère, avec une très longue période d'allaitement. Il a été suggéré que la grossesse courte est nécessaire pour réduire le risque d’attaque de l’embryon par le système immunitaire de la mère.[réf. souhaitée]
- Les larves marsupiales utilisent leurs membres antérieurs (les seuls qui soient développés à la naissance) pour monter jusqu’à une mamelle ventrale, souvent située dans un marsupium. La mère alimente le bébé en contractant des muscles sur les glandes mammaires, car le bébé est trop faible pour téter[réf. nécessaire]. L'utilisation systématique des membres antérieurs dans ce déplacement initial vers les mamelles, contraint probablement l’évolution de ces membres quant à l'apparition de nageoires ou d'ailes, limitant a priori les occurrences de marsupiaux aquatiques ou volants.

Bien que certains sparassodontes aient une apparence très proche des placentaires tels thylacosmilus (ou certains marsupiaux récents tel le thylacine), les squelettes des métathériens ont quelques caractéristiques spécifiques qui les distinguent des euthériens :
- certains dont le « loup de Tasmanie », ont 4 molaires. Les non-placentaires en ont plus de 3 ;
- une à deux paires supplémentaire de fenêtres palatales, ouvertures semblables à la fenêtre sur le bas du crâne (en plus des plus petites ouvertures des narines) ;
- les marsupiaux ont aussi une paire d'os épipubis situés à l'avant du bassin, qui supportent la poche chez des femelles. Ceux-ci ne sont pas spécifiques aux marsupiaux, puisqu'ils ont été trouvés sur des fossiles de multituberculaires, monotrèmes et même euthériens - donc il s'agit a priori d'un trait synapomorphe chez les mammifères qui a disparu à un moment chez les placentaires modernes (les euthériens survivants) une fois qu'ils eurent divergé d'avec les marsupiaux[51],[52].

#### Les Euthériens

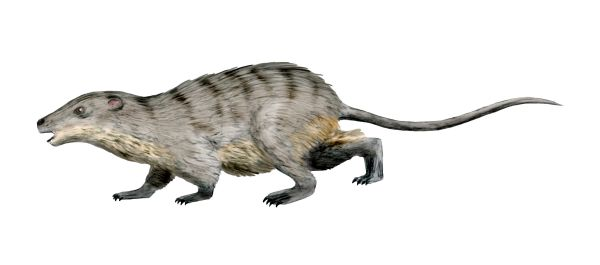
Restitution d'un Eomaia par le paléoartiste Nobu Tamura.

Les euthériens actuellement vivants sont tous des placentaires. Mais un des premiers euthériens connus, Eomaia, découvert en Chine et daté de 125 millions d’années, montre que les premiers euthériens partageaient davantage de caractéristiques avec les marsupiaux (les derniers descendants des métathériens) :
- les épipubis se prolongent vers l’avant du bassin comme chez les marsupiaux, les monotrèmes et les mammaliens comme les multituberculaires, mais pas chez les placentaires modernes. Autrement dit, ils semblent être une caractéristique primitive qui pourrait être présente chez les tout premiers placentaires ;
- une ouverture pelvienne (du bassin) étroite qui indique que les nouveau-nés devaient être très petits et que la gestation était courte, comme chez les marsupiaux actuels, cependant que le placenta était déjà hémochorial[55]. Cela suggère que la gestation prolongée des placentaires modernes a une relation d'exaptation vis-à-vis du placenta ancestral euthérien ;
- cinq incisives de chaque côté de la mâchoire supérieure. Ce nombre est typique des métathériens alors que le nombre maximal (voir denture) chez les placentaires modernes est de 3, sauf pour les homodontes comme le tatou. Mais  pour Eomaia, le ratio du nombre de  molaires sur celui prémolaires (il a plus de prémolaires que de molaires) est typique d’un placentaire et anormal pour un marsupial.

Eomaia a aussi une rainure Meckelienne, relique de la mâchoire des pré-mammifères (os articulaire et os carré), alors que sa mâchoire et son oreille interne sont typiques des mammifères. Ces caractéristiques intermédiaires sont compatibles avec la phylogénie moléculaire qui estime que les placentaires se sont diversifiés il y a 110 millions d'années, soit 15 millions d'années après le fossile « Eomaia ».
Eomaia a aussi beaucoup de traits suggérant fortement qu’il était un grimpeur, notamment :
- plusieurs caractéristiques des pieds et des orteils ;
- les points d’attaches des muscles utilisés pour grimper sont bien développés ;
- une queue deux fois plus longue que le reste de la colonne vertébrale.

La caractéristique la plus connue des placentaires est leur méthode de reproduction :
- l’embryon est attaché à l’utérus via un grand placenta par lequel la mère fournit alimentation, oxygène et évacue les déchets ;
- la gestation est relativement longue et les nouveau-nés sont assez bien développés à la naissance, notamment chez les herbivores vivant sur des plaines où le jeune peut marcher et même courir dans l’heure qui suit la naissance.

Mais du point de vue purement paléontologique, les euthériens sont principalement reconnus à leurs dents. L'apparition de la gestation chez ce taxon serait imputable à un processus d'endogénisation, notamment avec l'intégration de protéines virales d'adhésion aux cellules cibles dont dériveraient les syncytines. En effet cette dernière joue un rôle clé dans l'adhérence de l'embryon à la paroi utérine.

## Expansion des niches écologiques au Mésozoïque
Il y a toujours une certaine vérité dans le stéréotype du « petit insectivore nocturne ». Toutefois, on a  trouvé récemment, surtout en Chine, des mammaliens et de vrais mammifères qui étaient plus grands et plus variés dans leurs styles de vie.
Par exemple :

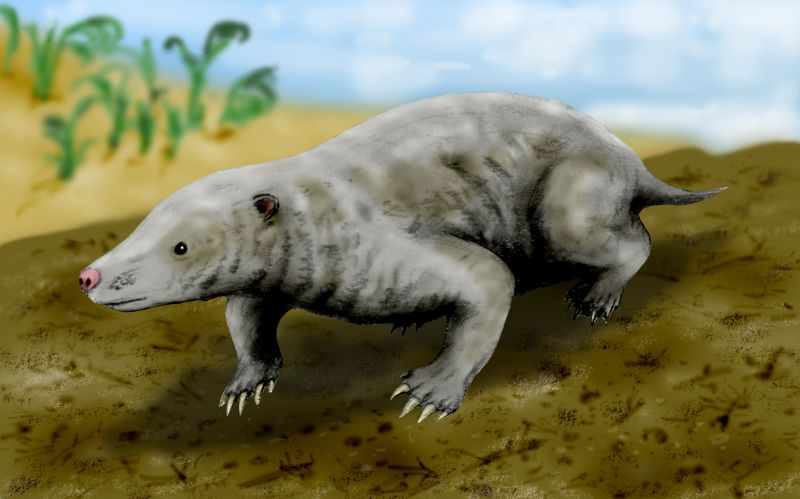
Restitution par Nobu Tamura d'un Fruitafossor windscheffeli.

- Castorocauda, qui a vécu au milieu du Jurassique il y a 164 Ma, long d’environ 43 cm, pour 800 grammes, avec des membres adaptés pour nager et pour creuser, des dents adaptées au poisson[57] ;
- le Multituberculaire, qui survécut pendant plus de 120 Ma (du milieu du Jurassique, il y a 160 Ma, jusqu’au début de l'Oligocène, il y a de 35 Ma), est souvent appelé le « rongeur du Mésozoïque », parce qu'il avait des incisives à croissance continue comme ceux des rongeurs modernes[25] ;
- Fruitafossor, de la dernière période Jurassique il y a environ 150 Ma, était de la taille d'un tamia ; ses dents et ses pattes avant et arrière suggèrent qu'il forait les nids d'insectes sociaux pour les manger (probablement des termites, puisque les fourmis n'étaient pas encore apparues[58]) ;
- Volaticotherium, à la limite du Jurassique et du Crétacé, il y a 140-120 Ma, est le tout premier mammifère planant connu. Il avait une membrane entre ses membres, comme celle d'un écureuil volant moderne. Cela évoque aussi qu’il était actif principalement le jour[59] ;
- Repenomamus, du début du Crétacé, il y a 128-139 Ma, était un prédateur trapu, semblable au blaireau, qui chassait parfois de jeunes dinosaures. Deux espèces ont été reconnues, l’une de plus d’un mètre de long, pesant environ 12-14 kg, l'autre de moins de 0,5 m de long, pesant de 4 à 6 kg[60],[61].

## L’évolution des principaux groupes de mammifères vivants
Il y a actuellement de vigoureux débats entre les paléontologues traditionnels (les « chasseurs de fossiles ») et les phylogénéticiens moléculaires sur quand et comment les vrais mammifères  se sont diversifiés, et particulièrement les placentaires.
Généralement les paléontologues traditionnels datent l'apparition d'un groupe particulier par le plus ancien fossile connu dont les caractéristiques le font probablement être un membre de ce groupe tandis que les phylogénéticiens affirment que chaque origine a divergé plus tôt (d'habitude dans le Crétacé) et que les premiers membres de chaque groupe étaient anatomiquement très semblables aux premiers membres des autres groupes divergents et ne différaient que dans leurs gènes.
Ces débats s'étendent à la définition des liens entre les principaux groupes de placentaires — la controverse sur Afrotheria est un bon exemple.

### Arbre d’évolution des placentaires construit à partir des fossiles
Voici une version très simplifiée d’un arbre phylogénétique basé sur les fossiles. Les paléontologues sont d’accords sur l’ensemble, en particulier sur les groupes principaux, mais il y a des controverses sur les détails.
Par brièveté et simplicité, le diagramme omet quelques groupes éteints pour se concentrer sur la généalogie des groupes modernes bien connus de placentaires.
Le diagramme montre aussi :
- L'âge des plus vieux fossiles connus pour la plupart des groupes puisque l’un des grands sujets de débat entre paléontologues traditionnels et phylogénéticiens moléculaires est à partir de quand on considère des divers  groupes comme devenus distincts ;
- Les membres modernes typiques de la plupart des groupes.

```
─o 
Euthériens

 ├─o 
Xénarthres
 (Paléocène)

 |   
(
tatous
, 
fourmiliers
, 
paresseux
)

 └─o 
Pholidota
 (début du Éocène)

   | 
(
pangolins
)

   └─o 
Épithériens
 (
Crétacé
 tardif)
     ├─o 
(plusieurs groupes éteints)

     └─o 
Insectivores
 (
Crétacé
 tardif)

       |  
(
hérissons
, 
musaraignes
, 
taupes
, 
tangues
)

       └─o ─o ─o 
Anagalida

         |  |  └─o 
Zalambdalestidae
 (éteint) (
Crétacé
 tardif)

         |  |  └─o 
Macroscelidea
 (
Éocène
 tardif)

         |  |    | 
(
musaraignes éléphant
)

         |  |    └─o 
Anagaloidea
 (éteint)

         |  |      └─o 
Glires
 (début 
Paléocène
)

         |  |        ├─o 
Logomorphes
 (
Éocène
)

         |  |        |   
(
lapins
, 
lièvres
, 
pikas
)

         |  |        └─o 
Rodentia
 (
Paléocène
 tardif)

         |  |            
(
souris
 et 
rats
, 
écureuils
, 
porcs-épics
)

         |  └─o 
Archonta

         |    └─o ─o 
Scandentia
 (mi-
Éocène
)

         |      |  | 
(
musaraignes arboricoles
)

         |      |  └─o 
Primatomorpha

         |      |    ├─o 
Plésiadapiformes
 (éteint)

         |      |
    └─o 
Primates
 (début du 
Paléocène
)

         |      |	  
(
tarsiers
, 
lémuriens
, 
singes
)

         |      └─o 
Dermoptera
 (
Éocène
 tardif)

         |        | 
(
Galéopithèque
, 
Cynocephalus variegatus
 ou "Lémurien volant" )

         |        └─o 
Chiroptères
 (
Paléocène
 tardif)

         |            
(
chauve-souris

         └─o 
Ferae
 (début du 
Paléocène
)

           | 
(
chats
, 
chiens
, 
ours
, 
phoques
)

           └─o 
Ungulatomorpha
 (
Crétacé
 tardif)
             ├─o ─o 
Eparctocyona
 (
Crétacé
 tardif)

             |    ├─o 
(groupes éteints)

             |    └─o 
Arctostylopida
 (éteint) (
Paléocène
 tardif)

             |      └─o 
Mesonychia
 (éteint) (mi-
Paléocène
)

             |        | 
(prédateurs/charognards, mais pas directement liés aux 
carnivores
 modernes)

             |        └─o 
Cetartiodactyla

             |          ├─o 
Cétacés
 (début de l’
Éocène
)

             |          |   
(
baleines
, 
dauphins
, 
marsouins
)

             |          └─o 
Artiodactyla
 (début de l’
Éocène
)

             |              
(
ongulés artiodactyles
 : 
porcs
, 
hippopotames
, 
chameaux
, 

             |              
                                          
girafes
, 
vaches
, 
cerfs
)

             └─o 
Altungulata

               └─o 
Hilalia
 (éteint)
                 └─o ─o 
ongulés périssodactyles

                   |  |  
(
Perissodactyla
 : 
chevaux
, 
rhinocéros
, 
tapirs
)

                   |  └─o  
Tubulidentata
 (début du 
Miocène
)

                   |       
(
Oryctérope du Cap
)

                   └─o 
Paenungulata
 (« non-ongulés »)
                     ├─o 
Hyracoidea
 (début de l’
Éocène
)

                     |   
(
Damans
)

                     └─o 
Siréniens
 (début de l’
Éocène
)

                       | 
(
lamantins
, 
dugongs
)

                       └─o 
Proboscidea
 (début de l’
Éocène
)
                           
(
Éléphants
)
```

Cet arbre généalogique contient quelques surprises et énigmes. Par exemple :
- Les plus proches parents vivants des cétacés (baleines, dauphins, marsouins) sont les artiodactyles, des animaux à sabots (cochons, chameaux, ruminants) qui sont presque tous des végétariens exclusifs ;
- les chauves-souris sont des parents assez proches des primates ;
- les plus proches parents vivants des éléphants sont les siréniens aquatiques (dugongs et lamantins), tandis que leurs parents suivants sont les damans qui ressemblent plutôt à de gros cobayes ;
- il y a peu de correspondance entre la structure de la famille (qui descend de qui) et les dates de premiers fossiles de chaque groupe. Par exemple les fossiles les plus anciens de périssodactyles (dont les membres vivants sont les chevaux, les rhinocéros et les tapirs) datent de la fin du Paléocène, mais les premiers fossiles du « groupe cousin » des Tubulidentés datent du premier Miocène, presque 50 millions d'années plus tard.

Les  paléontologues sont assez confiants sur la fiabilité des relations entre les groupes issus de l’analyse cladistique.
Ils pensent que les « trous » constatés, comme les fossiles des ancêtres de l'Oryctérope du Cap moderne, n'ont tout simplement pas encore été trouvés.

### Arbre d’évolution des placentaires d’après la phylogénétique moléculaire
La phylogénie moléculaire utilise les propriétés des gènes des organismes vivants pour élaborer des arbres d’évolution de la même manière que les paléontologues le font avec les fossiles. Si deux fossiles ou deux gènes sont plus semblables entre eux que par rapport à un troisième, alors les deux organismes sont plus proches parents que le troisième. Les phylogénéticiens moléculaires ont proposé un arbre d’évolution qui est différent de celui des paléontologues.
Comme partout, les détails sont sujets à discussions et controverses, mais l’arbre présenté ici est celui qui fait le plus consensus,.
Remarquons que le schéma ci-dessous omet les groupes disparus car on ne peut extraire l’ADN à partir des fossiles.
```
─o 
Euthériens

 ├─o 
Atlantogenata
 (« Né autour de l’
océan Atlantique
 »)
 | ├─o 
Xénarthres

 | |   
(
tatous
, 
fourmiliers
, 
paresseux
)

 | └─o 
Afrothériens

 |   ├─o 
Afroinsectiphilia

 |   |   
(Taupes dorés, 
tangue
, 
potamogale
)

 |   ├─o 
Pseudungulata
 (« faux ongulés »)
 |   | ├─o 
Macroscelidea

 |   | |   
(
musaraignes éléphants
)

 |   | └─o 
Tubulidentata

 |   |     
(
Oryctérope du Cap
)

 |   └─o 
Paenungulata
 (« Pas tout à fait ongulés »)
 |     ├─o 
Hyracoidea

 |     |   
(damans)

 |     ├─o 
Proboscidea

 |     |   
(
éléphants
)

 |     └─o 
Siréniens

 |         
(
lamantins
, 
dugongs
)

 └─o 
Boreoeutheria
 (« les Euthériens (placentaires) du Nord »)
   ├─o 
Laurasiatheria

   | ├─o 
Erinaceomorpha

   | |   
(
hérissons
)

   | ├─o 
Soricomorpha

   | |   
(
taupes
, 
musaraignes
, 
solénodons
)

   | ├─o 
Cetartiodactyla

   | |   
(cétacés et ongulés à nombre de doigts pair)

   | └─o 
Pegasoferae

   |   ├─o 
Pholidota

   |   |   
(
pangolins
)

   |   ├─o 
Chiroptères

   |   |   
(
chauve-souris
)

   |   ├─o 
Carnivora

   |   |   
(
chats
, 
chiens
, 
ours
, 
phoques
)

   |   └─o 
Perissodactyla

   |       
(
chevaux
, 
rhinocéros
, 
tapirs
)

   └─o 
Euarchontoglires

     ├─o 
Glires

     | ├─o 
Lagomorpha

     | |   
(
lapins
, 
lièvres
, 
pikas
)

     | └─o 
Rodentia

     |     
(
souris
 
rats
, 
écureuils
, 
porcs-épics
)

     └─o 
Euarchonta

       ├─o 
Scandentia

       |   
(
toupailles
 et 
ptilocerques
)

       ├─o 
Dermoptera

       |   
(
écureuils volants
)

       └─o 
Primates

           
(
tarsiers
, 
lémuriens
, 
singes
, 
grands singes
, 
humains
)
```

Les plus significatives des nombreuses différences entre cet arbre d’évolution et celui des paléontologues sont :
- La division au niveau supérieur est entre Atlantogenata et Boreoeutheria, au lieu d'entre Xénarthres et le reste. Mais certains phylogénéticiens moléculaire ont proposé une scission à trois voies de  niveau supérieur entre Xénarthres, Afrothériens et Boreoeutheria ;
- Afrotheria contient plusieurs groupes qui sont seulement  de lointains cousins selon la version des paléontologues : Afroinsectiphilia (« insectivores africains »), Tubulidentata (Oryctérope du Cap, que les paléontologues considèrent comme proche des ongulés au nombre de doigts pair, qu’à d'autres membres d'Afrotheria), Macroscélididé (des rats à trompe, d'habitude considérés comme proches des lapins et des rongeurs). Les seuls membres d'Afrotheria que les paléontologues considéreraient comme étroitement associés sont les Hyracoidea (damans), Proboscidiens (éléphants) et siréniens (lamantins, dugongs) ;
- les insectivores sont divisés en trois groupes : le premier fait partie d'Afrotheria et les deux autres sont des sous-groupes distincts dans Boreoeutheria ;
- les chauves-souris sont plus proches des carnivores et des ongulés au nombre de doigts impairs qu'aux primates et aux dermoptères ;
- les Périssodactyles (des ongulés au nombre de doigts impair) sont plus proches des carnivores et des chauves-souris que des Artiodactyles (ongulés au nombre de doigts pair) ;

La réunion des groupes sous Afrotheria (« les Thériens de l’Afrique ») a un peu de justification géologique. Tous les membres survivants d'Afrotheria vivent principalement en Amérique du Sud ou en Afrique.
Comme la rupture  de la  Pangée a éloigné l'Afrique et l'Amérique du Sud des autres continents il y a moins de 150 millions d’années et que l’un et l’autre se sont séparés il y a entre 80 et 100 millions d’années
,. Le tout premier mammifère Euthérien connu est Eomaia, apparu il y a environ 125 millions d’années. Ainsi il ne serait pas surprenant que les premiers migrants euthériens en Afrique et en Amérique du Sud  se soient trouvés isolés et aient investi (voir Radiation évolutive) toutes les niches écologiques présentes.
Néanmoins, ces propositions sont controversées. Les paléontologues insistent naturellement que les preuves par les fossiles sont prioritaires par rapport aux déductions à partir d’ADN. Plus surprenant, ce nouvel arbre phylogénétique a été critiqué aussi par d’autres phylogénéticiens moléculaires, et parfois durement, car :
- le taux de mutation de l’ADN mitochondrial chez les mammifères varie d’une région à l’autre. Dans certaines, l’ADN ne change quasiment pas et dans d’autres il change très rapidement. On constate même de grandes variations entre les individus d’une même espèce[68],[69].

L’ADN mitochondrial des mammifères mute si vite qu’il cause des problèmes de « saturation », où le bruit de fond parasite les informations qui pourraient être utiles. Par exemple, si un locus (emplacement précis et invariable sur un chromosome) mute aléatoirement tous les quelques millions d’années, il aura changé plusieurs fois depuis le moment où les principaux groupes de mammifères ont divergé (de -60 à −70 millions d’années) masquant ainsi l'information recherchée.

### Chronologie de l’évolution des Placentaires
Des récentes études phylogénétiques évoquent l’hypothèse que la majorité des ordres placentaires ont divergé il y a entre 100 et 85 millions d’années, mais que les familles modernes apparaissent à la fin de l’Éocène et au début du Miocène.
Les paléontologues objectent qu’aucun fossile de placentaires n’a été trouvé d’avant la fin du Crétacé, et que même le fossile le plus récent Maelestes gobiensis, datant d’il y a 75 millions d’années, est un euthérien et pas un vrai mammifère.
Les fossiles des premiers membres de la plupart des groupes modernes datent du Paléocène, quelques-uns un peu plus tard et très peu du Crétacé, juste avant l'extinction des dinosaures lors de la crise Crétacé-Tertiaire déclenchée par la chute de l'astéroïde à l'origine du cratère de Chicxulub. Cet impact a fortement nui à la photosynthèse, les végétaux ont très vite dépéri, suivis de près par la mégafaune des herbivores qui entraînent près de 50 % des carnivores dans leur déclin (50 % des mammifères survivent, 6 des 18 lignées de mammifères, essentiellement de petits mammifères rongeurs omnivores qui se nourrissent de vers et d'insectes, animaux décomposeurs vivant dans l'humus et moins touchés par ces extinctions, et des plantes à fleurs, végétaux ayant les mieux résisté). Dès lors, ces mammifères colonisent quantité de niches écologiques laissées vacantes par la disparition d'autres animaux et se diversifient rapidement.

## Évolution des caractéristiques des mammifères

### La mâchoire et l’oreille interne moyenne
Hadrocodium dont les fossiles datent du début du Jurassique, fournissent la première preuve claire d’une articulation de mâchoire et d’une oreille moyenne entièrement mammifères. Curieusement il est d'habitude classé comme membre des mammaliens plutôt que comme un vrai mammifère.

### La production de lait (lactation)
Certains font l’hypothèse que la première fonction de la lactation était de couver les œufs en les gardant chauds et humides.
Cette argumentation a pour référence les monotrèmes (mammifères pondeurs),, :
- Les monotrèmes n'ont pas de mamelon, leur lait est sécrété par une zone ventrale couverte de poils.
- Pendant l'incubation, les œufs des monotrèmes sont couverts d'une substance gluante d'origine inconnue. Avant la ponte, les œufs sont entourés de trois membranes. Après la ponte, une quatrième apparaît, dont la composition diffère de celle des trois autres. Il est possible que la substance gluante et la quatrième couche soient produits par les glandes mammaires.
- Si c'est le cas, cela peut expliquer pourquoi les zones galactogènes des monotrèmes sont couvertes de poils : il est plus facile d'étaler des substances humides ou gluantes si elles sortent d'une surface large et velue que si elles sortent d'un mamelon glabre.

### Poils et fourrure
La plus ancienne preuve tangible de poils a été trouvée sur le fossile de Castorocauda daté de 164 Ma, c'est-à-dire du milieu du Jurassique.
Peu avant 1955, quelques chercheurs ont interprété la présence de foramina dans le maxillaire et les prémaxillaires des cynodontes comme étant des canaux qui permettaient le passage des vaisseaux sanguins et des nerfs pour les vibrisses. Ce qui serait alors selon eux la preuve de poils ou de fourrure,. Mais un foramen ne prouve pas nécessairement qu'un animal avait des moustaches. Par exemple les Tupinambis, un genre de lézard ont des foramina maxilliaires presque identiques à ceux trouvés chez le cynodonte Thrinaxodon,.

### Les membres droits
L’évolution vers des membres droits est incomplète chez les mammifères. Les monotrèmes vivants et fossiles ont des pattes étalées sur le côté (comme celles des crocodiles). En fait, des chercheurs pensent que la position parasagitale (non latérale) est un synapomorphisme (une caractéristique particulière) des Boreosphenida, un groupe qui contient les Thériens et donc inclut le plus ancien ancêtre commun aux marsupiaux et placentaires modernes. Sinodelphys (le plus ancien marsupial connu) et Eomaia (le plus ancien euthériens connu) vivaient il y a environ 125 millions d’années, donc la divergence a dû se faire avant eux.

### Le sang chaud
Le sang chaud est une notion complexe et plutôt ambiguë, parce qu’elle inclut l’une ou toutes ces composantes :
- Endothermie, c'est-à-dire la capacité de générer en interne plutôt que par un comportement comme l’activité musculaire ou se chauffer au soleil ;
- Homéothermie, c'est-à-dire la capacité de maintenir sa température corporelle à peu près constante ;
- Tachymétabolisme, c'est-à-dire la capacité de maintenir un métabolisme élevé, en particulier au repos. Ce qui nécessite de maintenir une température corporelle stable et élevée car la plupart des enzymes ont une  plage de température de travail optimale, et leur efficacité faiblit rapidement en dehors sa température de prédilection. Ainsi les réactions biochimiques sont deux fois plus lentes lorsque la température corporelle chute de 10 °C.

Comme nous ne pouvons pas connaître les mécanismes internes des espèces disparues, la plupart des discussions se concentrent sur l'homéothermie et le tachymétabolisme.
Les monotrèmes actuels ont une température corporelle plus basse et un niveau de métabolisme plus variable que les marsupiaux et les placentaires. La principale question est de savoir comment le métabolisme de type monotrème a évolué vers celui des mammifères. Les éléments trouvés jusqu’ici font penser que le cynodontes du Trias avait un métabolisme assez élevé, mais sans preuve évidente.

### Cornet nasal
Les mammifères modernes ont des cornets nasaux respiratoires, les structures complexes d'os minces dans la cavité nasale. Ces os sont alignés avec la muqueuse qui réchauffe et humidifie l'air inhalé en extrayant la chaleur et l'humidité de l'air exhalé. Un animal avec des cornets respiratoires peut maintenir un haut taux de respiration sans danger de dessécher ses poumons et peut donc avoir un métabolisme élevé.
Malheureusement ces os nasaux sont très délicats et n'ont pas donc encore été trouvés dans des fossiles. Mais des arêtes rudimentaires comme ceux que supportent les cornets respiratoires ont été trouvées chez des thérapsides du Trias comme Thrinaxodon et Diademodon, qui suggèrent qu'ils puissent avoir eu des métabolismes assez élevés,,.

### Le second palais osseux
Les mammifères ont une cavité buccale qui se cloisonne dans le sens transversal, par un palais secondaire osseux qui sépare les voies respiratoires de la bouche, leur permettant de manger et de respirer en même temps. Le second palais osseux a été trouvé chez les cynodontes les plus évolués, ce qui est considéré comme une preuve d’un métabolisme élevé,,. Mais certains vertébrés à sang froid ont un second palais (les crocodiles et certains lézards), alors que les oiseaux, qui sont « à sang chaud », n’en ont pas.

### La structure dentaire
Les dents se différencient en trois catégories d'avant en arrière : les incisives, les canines et les postcanines qui, de simplement coniques ou épineuses (pointes et crêtes qui permettent de piquer et de couper, et ont un fonctionnement essentiellement vertical adapté au régime insectivore) s'élargissent, à leur pointe unique s'ajoutant des pointes accessoires ou cuspides disposées en rangées au fonctionnement vertical et horizontal qui permet de fouiller le sol à la recherche de petits animaux mais aussi de végétaux.

### Le diaphragme
Le muscle diaphragme aide les mammifères à respirer, particulièrement lors d’une activité physique intense. Pour que le diaphragme puisse fonctionner, les côtes ne doivent pas limiter l'abdomen, pour que l'expansion de la poitrine puisse être compensée de par la réduction du volume du ventre et inversement. Les cynodontes évolués avaient une cage thoracique très semblable à celle des mammifères, avec un nombre réduit de côtes lombaires. Cela suggère que ces animaux avaient un diaphragme et qu’ils étaient capables d’une activité soutenue, et donc d’un haut métabolisme,. D’un autre côté, ces cages thoraciques de type mammifère pourraient aussi avoir évolué pour améliorer l’agilité.
Mais les mouvements des thérapsides même évolués étaient maladroits, avec les pattes arrière qui fournissaient la poussée et les pattes avant qui servaient seulement à la direction. Autrement dit, les thérapsides les plus évolués étaient moins agiles que les mammifères actuels ou les premiers dinosaures. Donc l’idée que la principale fonction de la cage thoracique de type mammifère soit d’améliorer l’agilité est douteuse.

### La posture des membres
Les thérapsides ont des pattes latérales ou semi-latérales,. Les contraintes mécaniques en résultant font qu’ils devaient être limités pour bouger et respirer en même temps, mais pas autant que  pour ceux, comme les lézards, qui ont des membres complètement latéraux.
Mais les cynodontes (thérapsides évolués) avaient des plaques thoraciques qui rendaient la cage thoracique plus rigide et donc réduisait les torsions du tronc quand l’animal bougeait et facilitait la respiration. Au vu de ces éléments, on peut dire que les thérapsides évolués étaient significativement moins actif que les mammifères actuels de taille similaire, et qu’ils avaient donc un métabolisme moins élevé.

### Isolation (poils et fourrure)
L’isolation est la façon la plus simple de maintenir à peu près constante une température corporelle. Donc la présence de poils et de fourrure semble un bon élément pour conclure à l'homéothermie, mais n’est pas un élément déterminant d’un métabolisme élevé,. La première preuve claire de présence de poils ou de fourrure est le fossile de Castorocauda d'il y a 164 millions d’années, au milieu du Jurassique ; les arguments avançant que les thérapsides étaient velus sont peu convaincants.